# Dan Rostenkowski
Daniel David "Dan" Rostenkowski, né le 2 janvier 1928 à Chicago et mort le 11 août 2010 à Powers Lake dans le Wisconsin, est un homme politique américain. Il est membre de la chambre des représentants des États-Unis durant 36 années.